# 井上球二
井上 球二（いのうえ きゅうじ、1917年（大正6年) - 2010年(平成22年) ）は、広島県尾道市出身の著作家、画家。日本作家クラブ常任理事を務めた。「一人一寺心の寺」、「心の寺写仏」を創立。

## 来歴
1939年（昭和14年）、早稲田大学専門部政経科を卒業。大阪商船に入社、海上勤務に5年従事する。1945年（昭和20年）に喀血し、九死に一生を得る。1955年（昭和30年）、絵筆で生計をたてるべく上京、次第に絵に加え、文筆も宗教的に傾く。

## 主張
1981年6月14日、静岡県三島の臨済宗正眼寺で、既成仏教の僧侶に依存するのではなく、一人一人が心の中に寺を建て、自らが住職の自覚を持つことによって、信念と責任のある信仰をしていこうという運動を始め「一人一寺心の寺」の会(事務局長　望月明)を設立した。この会の趣旨は、現在の仏教は葬式仏教であって本来の人を救う役割をしていない。しからば自分の心の中に不滅の寺を建立し、自らその寺の住職となってこの寺と法を護持し、この世に仏の国を請来しようという、ロマンに満ちた会（運動）である。

## 著書
- 『一人一寺心の寺』春秋社、1988年11月20日刊　ISBN 4-393-13617-9
- 『異色快人漫訪』大法輪閣
- 『白隠さんの延命十句観音経』三学出版
- 『童ぼとけの写仏』